# インドの国会
インドの国会（いんどのこっかい、ヒンディー語: भारत की संसद, Bhārat kī Sansad）は、インドの立法府である。

## 議院構成
インド憲法第79条に基づき、大統領、ラージヤ・サバー（国家評議会、上院）、ローク・サバー（代議院、下院）で構成される。